# Z
Z bzw. z [tsɛt] ist der 23. und letzte Buchstabe des klassischen und der 26. und ebenfalls der letzte Buchstabe des modernen lateinischen Alphabets. Er repräsentiert einen Konsonanten. Der Buchstabe Z hat in deutschen Texten eine durchschnittliche Häufigkeit von 1,13 %. Er ist damit der 20-häufigste Buchstabe in deutschen Texten.

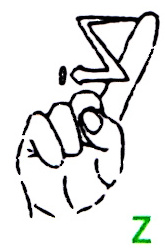
Buchstabe Z im Fingeralphabet

Das Fingeralphabet für Gehörlose bzw. Schwerhörige stellt den Buchstaben Z dar, indem die geschlossene Hand vom Körper weg zeigt, während der Zeigefinger nach oben weist und in Form einer Zick-Zack-Bewegung ein Z in die Luft schreibt.

## Herkunft

Protosinaitisches Ze
Phönizisches Zajin
Griechisches Zeta
Etruskisches Z
Lateinisches Z

Der Ursprung des Buchstabens in der protosinaitischen Schrift ist das Symbol Ze, das eine Stichwaffe symbolisiert.
Im phönizischen Alphabet wurde der Buchstabe leicht abgewandelt und bekam den Namen Zajin (Sajin), das Dolch oder Waffe bedeutet. Der Lautwert des Buchstabens im phönizischen Alphabet war das stimmhafte S [z]. Bei den Phöniziern war das Zajin an der siebten Stelle des Alphabets.
In das griechische Alphabet wurde der Buchstabe als Zeta übernommen. Bei den Griechen stand das Zeta für den Lautwert [z] und für die Affrikate [dz]. In verschiedenen Dialekten wurde das Zeta auch als stimmhafter oder stimmloser dentaler Frikativ [ð] oder [θ] ausgesprochen (wie das englische th:  this [ðɪs], „dies“ oder  thin [θɪn], „dünn“). Zu Beginn hatte das Zeta noch die dem I ähnliche Form des Zajin, bis zur klassischen Zeit kippte der Längsbalken allerdings nach rechts, wahrscheinlich weil es so schneller zu schreiben war, möglicherweise auch wegen der Ähnlichkeit zum Iota.
Die Etrusker übernahmen das Zeta in der dem I ähnlichen Form in ihr Alphabet. Da das Etruskische allerdings keine stimmhaften Verschlusslaute kannte, wurde aus [dz] ein [ts].
Dieser etruskische Buchstabe wurde von den Römern übernommen. Allerdings war die Affrikate [ts] im Lateinischen nicht vorhanden und so wurde im 5. Jahrhundert v. Chr. das I-förmige Z im Alphabet durch das (aus dem Buchstaben C) neu entstandene G mit dem Lautwert [g] ersetzt.
Das griechische Zeta wurde im ersten Jahrhundert von den Römern zusammen mit dem Ypsilon ins lateinische Alphabet aufgenommen, um die griechischen Wörter und Eigennamen korrekt wiedergeben zu können. Daher ihr Platz am Ende des Alphabets. Marcianus Capella berichtet, der revolutionäre Staatsmann Appius Claudius Caecus habe das Z abgelehnt: „Z idcirco Appius Claudius detestatur, quod dentes mortui, dum exprimitur, imitatur.“ (sehr frei übersetzt: „Der Mund des Toten entspricht der Haltung der Zähne beim Aussprechen des Z“). Um im Bild zu bleiben: Es beginnt das Leben mit dem staunenden „A“ und schließt mit dem „Z“. A bis Z.

### Das Z mit Unterschlinge

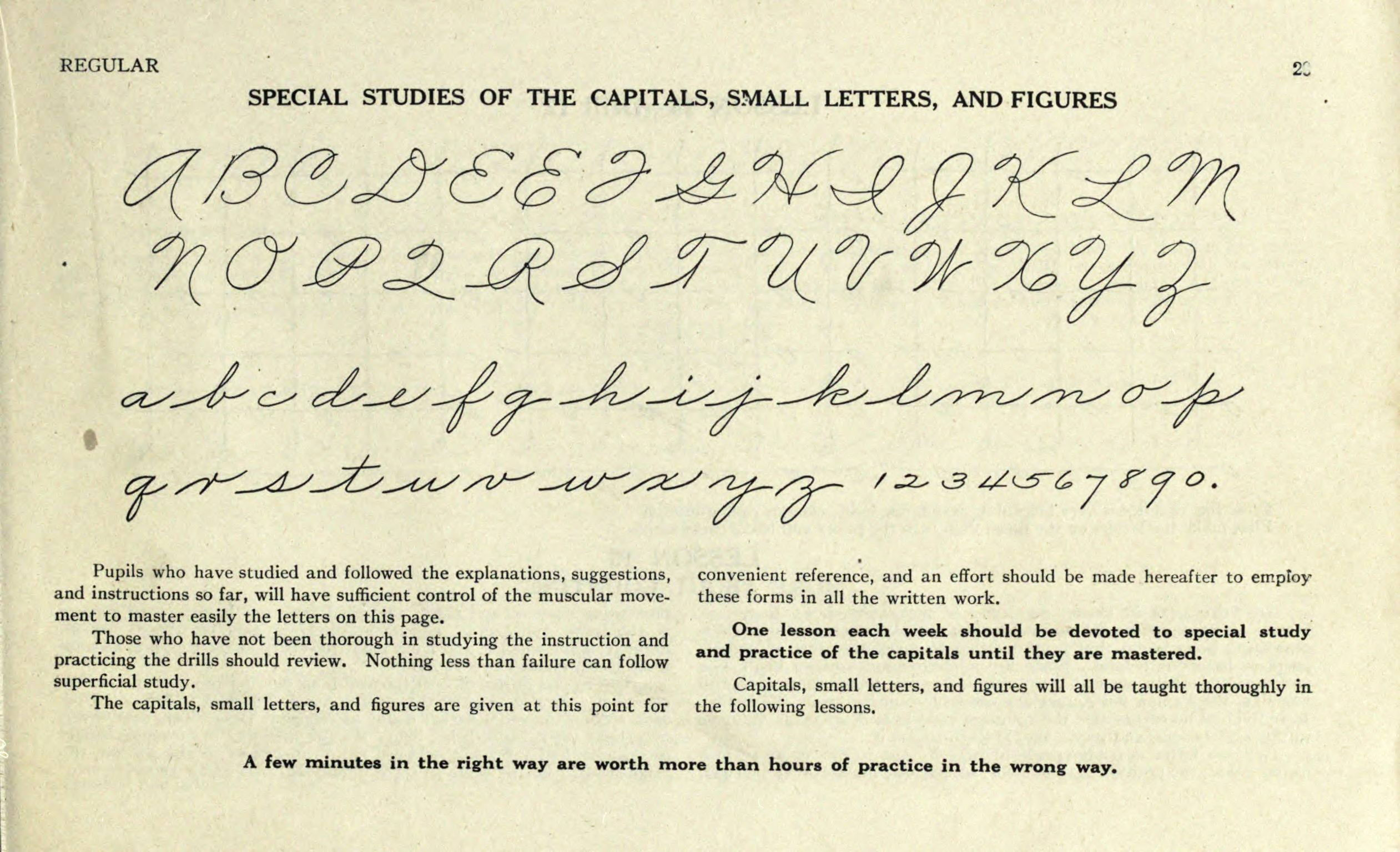
Z mit Unterschlinge in der Palmer-Methode, einer Ausprägung der lateinischen Schreibschrift

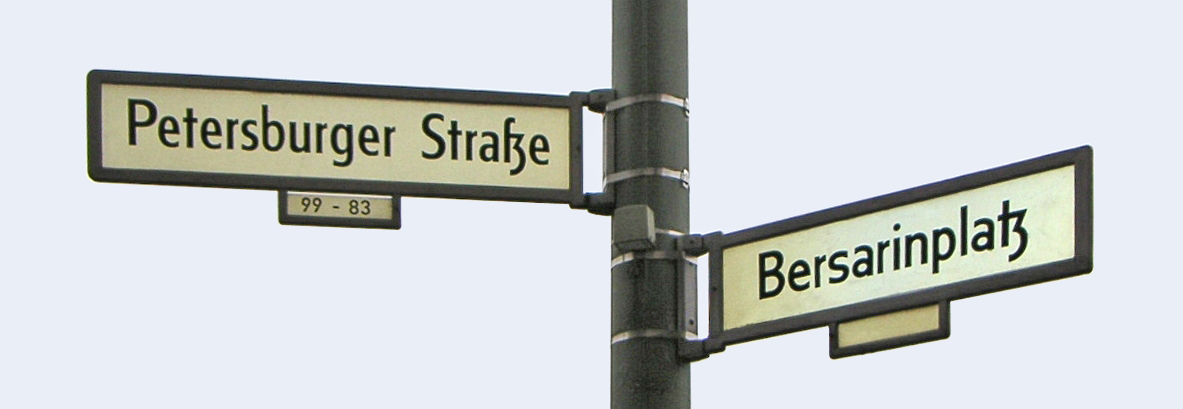
Berliner Straßenschilder mit „z mit Unterschlinge“ in lateinischer Grotesk-Schrift „Erbar“ im Eszett (ß) und der Ligatur tz.

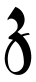
Das kleine „z“ in Fraktur-Schrift.
Der Kleinbuchstabe „z“, wie er als Vereinfachte Ausgangsschrift an Grundschulen gelehrt wird.
Der Kleinbuchstabe „z“ in einer lateinischen Groteskschrift.

Eine graphische Variante ist das „Z mit Unterschlinge“ oder auch „geschwänztes Z“, welches in Anlehnung an die gebrochenen Schriften (wie Fraktur) auch in lateinischen Schreibschriften auftaucht. In einigen lateinischen Antiqua- und Grotesk-Schriften ist diese Variante als Einzelbuchstabe ähnlich „ʒ“ und in Ligaturen (z. B. „ſʒ“ zu „ß“) anzutreffen.
Eine graphische Variante des Z mit Unterschlinge ist der lateinische Buchstabe Ezh (Ʒ), wie er im Internationalen Phonetischen Alphabet als Symbol für den stimmhaften postalveolaren Frikativ verwendet wird.
Eine weitere graphische Variante ist das ȥ (Z mit Haken), ein Graphem, welches in der Standardtranskription des Mittelhochdeutschen für den mittelhochdeutschen koronalen Frikativ gedacht ist, im Gegensatz zu der mit Z (Z ohne Haken) bezeichneten Affrikate.

## Entwicklung des deutschenz
Bis in die mittelhochdeutsche Zeit schrieb man denjenigen Laut, der bei der 2. Lautverschiebung aus kurzem t entstanden war, mit z bzw. mit zz: mittelhochdeutsch daz, ez, ezzen im Gegensatz zu niederdeutsch dat, et, eten. Dieser Laut wurde vermutlich als stimmloser lamino-dentaler Frikativ [s̪̻] (d. h. mit starkem Zischton) und blieb lange Zeit vom alten germanischen s verschieden, das als retrahierter apiko-alveolarer Frikativ [s̠̺]  (d. h. mit deutlicher Tendenz zum sch-Laut aber ohne Lippenrundung) ausgesprochen wurde. Schon früh begann man, anstelle von zz auch sz zu schreiben, um es besser vom tz zu unterscheiden. So entstand das deutsche ß. Ab dem 13. Jahrhundert fiel der z/zz-Laut mit dem alten s/ss-Laut zusammen und es entstand der heutige s-Laut, welcher je nach Sprecher lamino-dental [s̪̻], lamino-alveolar [s̻] oder seltener nicht-retrahiert apiko-alveolar [s̺] artikuliert werden kann. Das hatte zur Folge, dass schon bald die beiden Schreibungen durcheinandergebracht wurden und schließlich nach vielen Jahrhunderten die heutige Verteilung der Buchstaben ß, ss, s entstand.
Langes tt und t am Wort- bzw. Silbenanfang wurden hingegen zu einem ts-Laut, dem [t͡s̪̻] in der Lautschrift, der bis heute von den meisten Sprechern so gesprochen wird, z. B. in Zahl, sitzen im Gegensatz zu niederdeutsch Tahl, sitten.

### Vergleich mit anderen europäischen Sprachen
In vielen Sprachen unterscheidet sich die Aussprache des „z“ vom deutschen Zett und entspricht dem stimmhaften S, das in der IPA-Lautschrift als [⁠z⁠] dargestellt wird. Einige Beispiele sind englisch zoo, zero oder französisch zéro, Émile Zola. Das gilt auch für die slawischen Sprachen mit lateinischem Alphabet. Für das Griechische siehe die Beispiele bei Zeta. Aufgrund der späten Aufnahme des „z“ ins lateinische Alphabet und der komplizierten Rezeptionsgeschichte dieses Buchstabens bei der Übernahme in die moderneren europäischen Sprachen weichen die Lautwerte [z] (in der Mehrzahl der Sprachen verwendet) und [ts] erheblich voneinander ab. Außerhalb des Deutschen findet sich [ts] jedoch noch im Italienischen und in der (lateinischen) Umschrift des Hethitischen. In anderen Sprachen können sich aufgrund der sich historisch entwickelnden Schreibgewohnheiten auch andere Lautwerte für „z“ ergeben, z. B. [θ] im Spanischen.